# La Fleche (Pferd)
La Fleche (frz. ‚Pfeil‘, 1889–1916) war ein britisches Vollblut-Rennpferd sowie eine erfolgreiche Zuchtstute.
Nachdem sie 1890 als Jährling für einen Rekordpreis verkauft worden war, blieb sie 1891 als Zweijährige ungeschlagen. Sie war siegreich in Stutenrennen und schlug auch einige der führenden Hengste ihrer Altersklasse.
1892 wurde sie die dominierende Dreijährige und gewann die Fillies’ Triple Crown, indem sie die 1000 Guineas in Newmarket, die Oaks in Epsom und das St Leger in Doncaster gewann. Ihre einzige Niederlage in diesem Jahr erlebte sie im Derby.
La Fleche stand zwei weitere Saisons im Training. Sie gewann so bedeutende Rennen wie 1893 den Liverpool Autumn Cup, 1894 den Ascot Gold Cup und bei ihrer letzten Vorstellung die Champion Stakes. Insgesamt gewann sie sechzehn Rennen, bei vierundzwanzig Starts. Später wurde sie eine erfolgreiche und bedeutende Zuchtstute.

## Herkunft
Anglophone Schreiber hatten oftmals Mühe mit ihren Namen, woraus zahlreiche Schreibvarianten entstanden, beispielsweise Lafleche, La Flêche, La Fléche und La Flèche (die vermeintlich richtige Version).
La Fleche hatte knapp über 160 cm Stockmaß.  Sie wurde in den Royal Studs in Hampton Court gezogen und am 10. März 1889 geboren. Sie war ein auffallend schönes Fohlen und erhielt bei der Auktion vom 28. Juni 1890 in Bushey Paddocks viel Aufmerksamkeit. Lord Marcus Beresford ersteigerte La Fleche für Baron Maurice de Hirsch für die Summe von 5,500 Guineas. Damit hat er sowohl den Duke of Portland als auch John Porter überboten als auch den Rekord für einen Jährling an einer Auktion, der seit 1876 bestand, gebrochen.
Ihr Vater St. Simon war ungeschlagen und dabei sich als Stempelhengst zu etablieren. 1890 wurde er zum ersten Mal Champion der Vaterpferde, nachdem er seine ersten beiden Sieger in klassischen Rennen gezeugt hatte. Ihre Mutter Quiver brachte Memoir, eine Vollschwester zu La Fleche. Memoir gewann die Epsom Oaks und das St. Leger und brachte die beiden wichtigen Zuchtstuten Maid Marian und Satchel.

## Rennlaufbahn
La Fleche wurde für ihre ersten beiden Saisons von John Porter in Kingsclere trainiert.
Am Ende ihrer Dreijährigen-Saison wurde sie nach Egerton House zu Richard Marsh in Newmarket gebracht.

## Abstammung
| Vater St. Simon (GB) 1881 | Galopin 1872              | Vedette         | Voltigeur                      |
| Vater St. Simon (GB) 1881 | Galopin 1872              | Vedette         | Mrs Ridgway                    |
| Vater St. Simon (GB) 1881 | Galopin 1872              | Flying Duchess  | The Flying Dutchman            |
| Vater St. Simon (GB) 1881 | Galopin 1872              | Flying Duchess  | Merope                         |
| Vater St. Simon (GB) 1881 | St. Angela 1865           | King Tom        | Harkaway                       |
| Vater St. Simon (GB) 1881 | St. Angela 1865           | King Tom        | Pocahontas                     |
| Vater St. Simon (GB) 1881 | St. Angela 1865           | Adeline         | Ion                            |
| Vater St. Simon (GB) 1881 | St. Angela 1865           | Adeline         | Little Fairy                   |
| Mutter Quiver (GB) 1872   | Toxophilite 1855          | Longbow         | Ithuriel                       |
| Mutter Quiver (GB) 1872   | Toxophilite 1855          | Longbow         | Miss Bowe                      |
| Mutter Quiver (GB) 1872   | Toxophilite 1855          | Legerdemain     | Pantaloon                      |
| Mutter Quiver (GB) 1872   | Toxophilite 1855          | Legerdemain     | Decoy                          |
| Mutter Quiver (GB) 1872   | Young Melbourne mare 1861 | Young Melbourne | Melbourne                      |
| Mutter Quiver (GB) 1872   | Young Melbourne mare 1861 | Young Melbourne | Clarissa                       |
| Mutter Quiver (GB) 1872   | Young Melbourne mare 1861 | Brown Bess      | Camel                          |
| Mutter Quiver (GB) 1872   | Young Melbourne mare 1861 | Brown Bess      | Brutandorf mare (Familie: 3-e) |